# Rignosot
Rignosot är en kommun i departementet Doubs i regionen Bourgogne-Franche-Comté i östra Frankrike. Kommunen ligger i kantonen Marchaux som tillhör arrondissementet Besançon. År 2022 hade Rignosot 109 invånare.

## Befolkningsutveckling
Antalet invånare i kommunen Rignosot
Referens:INSEE